# Eumops glaucinus
Eumops glaucinus là một loài động vật có vú trong họ Dơi thò đuôi, bộ Dơi. Loài này được Wagner mô tả năm 1843.